# Daniel Berger (Kupferstecher)

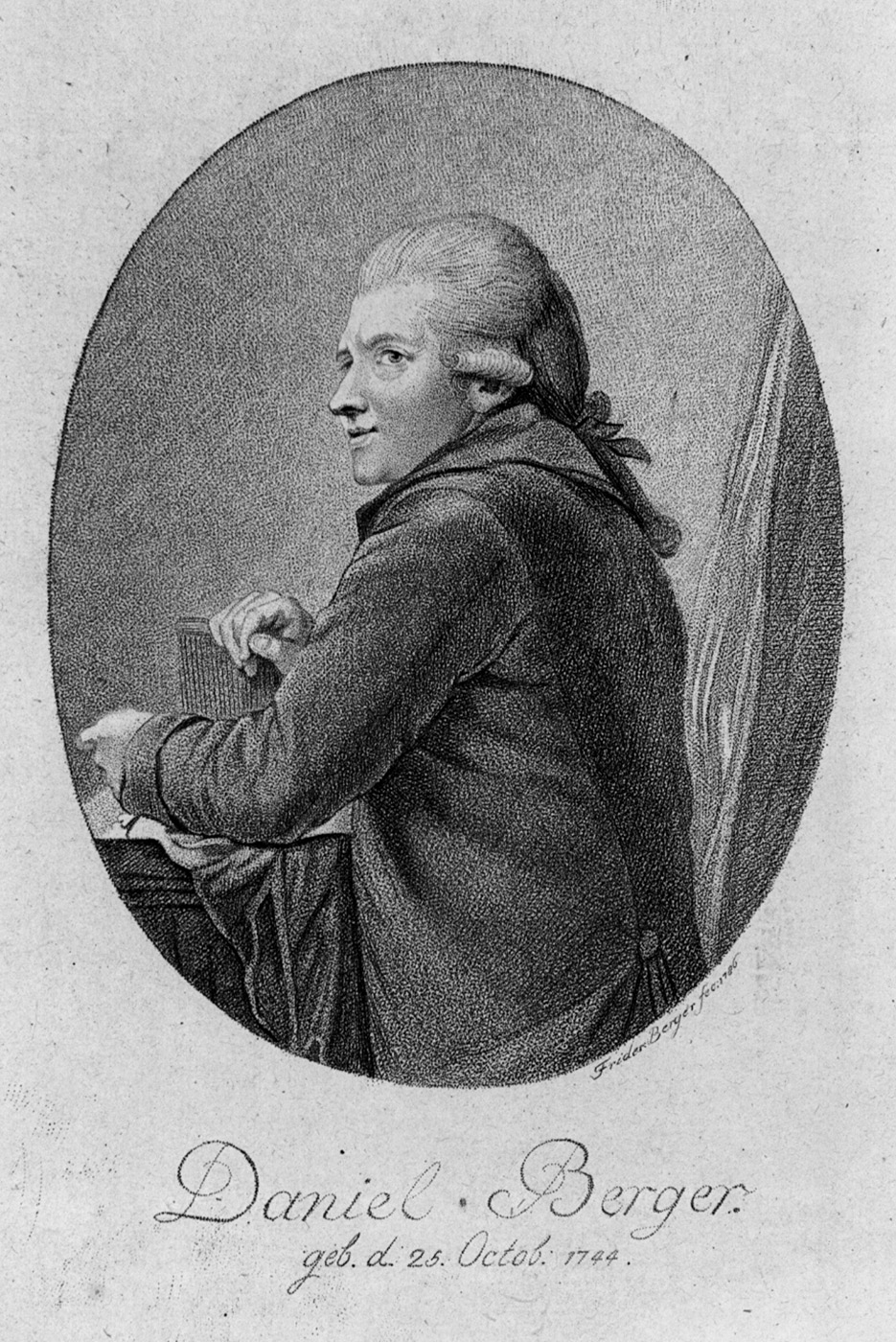
Porträt Daniel Berger, 1786

Gottfried Daniel Berger (* 25. Oktober 1744 in Berlin; † 17. November 1825 ebenda) war ein deutscher Kupferstecher.

## Leben
Berger erhielt zunächst von seinem Vater Friedrich Gottlieb Berger, der ebenfalls Kupferstecher war, eine künstlerische Unterweisung, dann ab 1757 Zeichenunterricht vom französischen Maler und Direktor der Preußischen Akademie der Künste Blaise Nicolas Le Sueur. Ab Mai 1764 wurde die Ausbildung durch den Hofkupferstecher Georg Friedrich Schmidt ergänzt, dessen jahrelanger Mitarbeiter Berger wurde. Daneben erhielt Berger weiterhin professionelle Unterstützung von Le Sueur.
Durch Le Sueurs Vermittlung konnte Berger Kontakte zu einflussreichen Persönlichkeiten knüpfen, darunter der Maler und Direktor der Gemäldegalerie von Sanssouci Matthias Österreich, der Bankdirektor und Kunstkenner Carl Philipp Caesar und der Anatomieprofessor Johann Friedrich Meckel. Hierdurch erhielt Berger zahlreiche bedeutende Aufträge wie die Anfertigung von Illustrationen für medizinische und biologische Werke oder Reproduktionen von Gemälden.
Im Jahre 1778 wurde Berger ordentliches Mitglied der Akademie der Künste, 1787 wurde er in das Rektorat aufgenommen und zum Professor für Kupferstichkunst ernannt. 1816 wurde Berger Vizedirektor der Akademie.

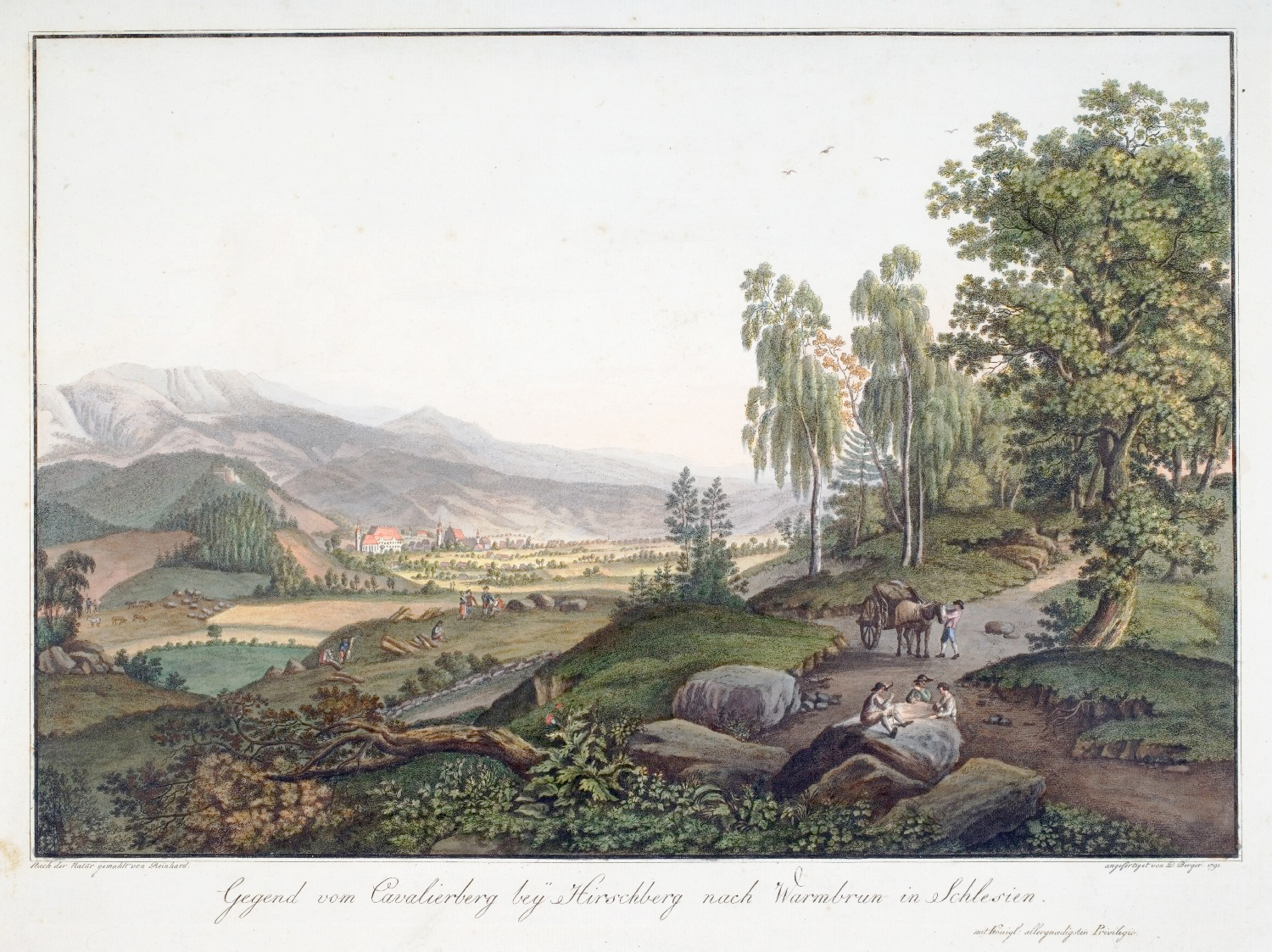
Blick vom Kavalierberg bei Hirschberg nach Warmbrunn

## Werke (Auswahl)
- „Blick vom Kavalierberg bei Hirschberg nach Warmbrunn“, kolorierte Radierung nach einem Ölgemälde von Reinhardt, 1793, siehe Bild
- „Ansicht der Schneekuppe in der Gegend von Arensdorff in Schlesien“, kolorierte Radierung von Daniel Berger nach einem Ölgemälde von Reinhardt, 1794, Schlesisches Museum Görlitz, siehe[2]
- „Die Stadt Hirschberg in Schlesien“, kolorierte Radierung nach einem Ölgemälde von Reinhardt
- „Gegend von Hirschberg nach Schmiedeberg in Schlesien“, kolorierte Radierung nach einem Ölgemälde von Reinhardt
- „Gegend von Flinsberg in Schlesien“, kolorierter Kupferstich nach einem Ölgemälde von Reinhardt
- „Schloß Fürstenstein bey Freyburg in Schlesien“, kolorierter Kupferstich nach einem Ölgemälde von Reinhardt
- „Aussicht von Fürstenstein in Schlesien“, kolorierter Kupferstich nach einem Ölgemälde von Reinhardt
- „Die Falkenberge von der Mitternachtseite in Schlesien“, kolorierter Kupferstich nach einem Ölgemälde von Reinhardt
- „Die Ruinen des Gräditzberges in Schlesien von der Abendseite“, kolorierter Kupferstich nach einem Ölgemälde von Reinhardt
- „Gegend vom Künast mit dem Amte Hermsdorf in Schlesien“, kolorierter Kupferstich nach einem Ölgemälde von Reinhardt
- „Gegend um Stonsdorf bey dem sogenannten Affenbusche in Schlesien“, kolorierter Kupferstich nach einem Ölgemälde von Reinhardt
- „Das Prellerische Hüttenwerk in Schlesien“, kolorierter Kupferstich nach einem Ölgemälde von Reinhardt[3][4]